# 唐衡
唐衡（？—164年），東漢潁川郾縣（今河南郾城）人。宦官，東漢官员。
桓帝時小黃門，與單超、左悺、具瑗、徐璜合謀誅滅外戚梁冀，封汝陽侯，時稱“五侯”。唐衡貪暴，欲以女妻汝南傅公明，公明不娶，最後嫁荀彧。延熹七年（164年）死。贈車騎將軍。
弟唐珍，历任东汉司隶、太常、司空。其兄唐玹，为京兆虎牙都尉、京兆尹。
父唐贲，为侍御史。
婿荀彧。